# Joly Braga Santos
José Manuel Joly Braga Santos (født 14. maj 1924 i Lissabon, Portugal – død 18. juli 1988) var Portugals mest kendte komponist. Han er mest kendt for sine 6 symfonier, de 4 første skrevet i 1945, fik ikke synderlig succes. Han begyndte herefter at studere direktion i Oporto, og skrev først den 5. og 6. symfoni, 20 år efter. Den 6. symfoni er en koralsymfoni.

## Udvalge værker
- Symfoni nr. 1 "Til heltene og martyrerne fra sidste verdenskrig" (1947) - for orkester
- Symfoni nr. 2 (1948) - for orkester
- Symfoni nr. 3 "Til Luis de Freitas Branco" (1949) - for orkester
- Symfoni nr. 4 "Til den portugisiske musikalske ungdom" (1950) - for kor og orkester
- Symfoni nr. 5 "Magt til Portugal" (1966) - for orkester
- Symfoni nr. 6 “Til min datter Maria da Piedade” (1972) - for sopran, kor og orkester
- 3 Symfoniske overturer (1946, 1947, 1954) - for Trompet, slagtøj og strygerorkester
- Sinfonietta (1963) - for strygerorkester
- "Nocturne" (1947) - for strygerorkester
- Bratschkoncert (1960) - for bratsch og orkester
- Requiem (1964) - for sangsolister, kor og orkester
- Klaverkoncert (1973) - for klaver og orkester
- Cellokoncert (1987) - for cello og orkester
- "Variationer" (1951) - for trompet, slagtøj og strygerorkester
- 3 Symfoniske skitser (1962) - for cembalo og orkester
- 2 Symfoniske overturer (1946, 1947) . for trompet, slagtøj og strygerorkester
- 2 Strygekvartetter (1945, 1957)
- 2 Divertimentoer (1960, 1978) - for trompet, slagtøj og strygerorkester